# El lugar de un hombre
El lugar de un hombre (lit. ‘El lloc d'un home’) és una novel·la escrita per Ramón J. Sender i publicada a Mèxic per l'Editorial Quetzal l'any 1939, que tracta sobre els fets reals del crim de Conca.